# Phénomène transitoire lumineux à évolution rapide
Pour les articles homonymes, voir Felt.
Un phénomène transitoire lumineux à évolution rapide (en anglais Fast-Evolving Luminous Transient, FELT) semble être un type de supernovas dont la luminosité est renforcée par son environnement. Il s'agirait d'une étoile géante rouge entourée d'une ou plusieurs couches de gaz et de poussière qu'elle éjecte et qui seraient embrasées par l’onde de choc déclenchée par l'étoile qui s'effondre sur elle-même. La plus grande partie de l'énergie cinétique est alors convertie en lumière.